# Le Châtellier (Orne)
 Le Châtellier  es una población y comuna francesa, situada en la región de Baja Normandía, departamento de Orne, en el distrito de Argentan y cantón de Messei.

## Demografía
| 390 | 356 | 331 | 356 | 349 | 343 |
| Para los censos de 1962 a 1999 la población legal corresponde a la población sin duplicidades (Fuente: INSEE [Consultar]) |     |     |     |     |     |